# Dawid Bar-Raw-Haj
Dawid Bar-Raw-Haj (hebr.: דוד בר-רב-האי, ang.: David Bar-Rav-Hai, ur. 11 lipca 1894 w Niżynie, zm. 15 lipca 1977) – izraelski polityk, w latach 1949–1955 i 1956–1965 poseł do Knesetu z listy Mapai.
W pierwszych wyborach parlamentarnych w 1949 po raz pierwszy dostał się do izraelskiego parlamentu. dwa lata później uzyskał reelekcję. W 1955 utracił miejsce w parlamencie, jednak powrócił do niego już 24 października 1956 w miejsce Senetty Joseftal Zasiadał w Knesetach I, II, III, IV i V kadencji.